# Flughafen Fergana

i8
i11
i13
Der Flughafen Fergana (usbekisch Fargʻona Xalqaro Aeroporti, IATA-Code: FEG, ICAO-Code: UTFF) ist ein internationaler Flughafen bei Fergana, im Osten Usbekistans. Er ist 10 bis 20 Autominuten vom Stadtzentrum entfernt.

## Geschichte
Der Flughafen Fergana, der heute zur staatlichen JSC Uzbekistan Airports gehört, wurde 1938 errichtet. In der Sowjetzeit wurde der Flughafen sowohl zivil als auch militärisch genutzt. Im Jahr 1999 wurde die Militärbasis des Flugplatzes aufgelöst. Im Jahr 2009 wurde eine umfangreiche Modernisierung eingeleitet. In diesem Rahmen wurde das Terminal komplett neu gebaut und viele andere Einrichtungen technisch auf den aktuellsten Stand gebracht. Weiter wurde die Start- und Landebahn saniert. Dank der moderneren Technik wurden viele Abläufe effizienter, so zum Beispiel die Zoll- und Grenzkontrollprozesse.

## Flughafengelände
Das Terminal verfügt über eine Wechselstube, ein Buffet, einen Souvenir-Kiosk und ein Postamt. Weiter gibt es eine große Wartehalle und eine kleine Arztpraxis für Notfälle. Der Flughafen befindet sich sehr nahe zum Zentrum der Stadt Fergana und kann mit dem Auto in 10 bis 15 Minuten erreicht werden.
In einem separaten Gebäude werden VIP-Gäste empfangen. Der Flughafen hat einen Kontrollturm.

## Fluggesellschaften und Ziele
| Fluggesellschaft   | Destination                                   |
| ------------------ | --------------------------------------------- |
| Uzbekistan Airways | Taschkent, Samarqand, Urganch, Istanbul       |
| Turkish Airlines   | Istanbul                                      |
| S7 Airlines        | Irkutsk, Nowosibirsk, Kasan, Nischni Nowgorod |
| Red Wings Airlines | Moskau-Domodedowo                             |
| Ural Airlines      | Moskau-Domodedowo                             |

Saisonal finden zudem diverse zusätzliche Charterflüge nach Russland und in die Nachbarstaaten statt.